# Vøringfossen
Vøringfossen (staves også Vøringsfossen) er et vandfald, som er en del af elven Bjoreio i Eidfjord kommune i Vestland fylke i Norge. Fossen har et lodret fald på 145 meter og et totalt fald på 182 meter.
Vøringfossen ligger tæt ved rigsvej 7 længst inde i Måbødalen i Hardanger, og var Norges mest besøgte naturattraktion i 2006. 
Vandmængden i elven er reguleret i forbindelse med udnyttelse af vandkraften, men der er dog et minimumskrav til vandmængden i vandfaldet på 12 m3 vand i sekundet i sommersæsonen.

## Historie
Frem til 1821 var Vøringfossen knapt kendt af andre end lokalbefolkningen. Da rejste professor Christopher Hansteen  over Hardangervidda for at foretage astronomiske observationer. Da han på vej ned mod Eidfjord flere gange standsede for at kigge nærmere på fossefaldene, sagde hans to assistenter, der bar hans udstyr, at det var da ingenting: "Vi kan vise dig en foss, der er mindst 1.400 meter høj." Det troede Hansteen ikke på, men blev dog "gennemrystet" ved synet af Vøringfossen, selv om han bedømte faldhøjden til "kun" 280 meter, ved at smide sten ned fra kanten og måle tiden med sit lommeur. Hansteens besøg blev Vøringfossens gennembrud som nationalt symbol og naturattraktion. Ola Garen besluttede i 1880'erne at bygge et hotel på toppen af fossefaldet. Den eneste vej derop var en sti med 1.500 trappetrin opad Måbøbjerget, samt en ridevej fra 1872, bygget for at fragte engelske turister ind til fossen. I 1891 blev en ny vej med tunneler bygget langs Eidfjordvandet, og samme år stod Fossli (li = skovklædt bjergside) hotel færdigt, tegnet i jugendstil af arkitekt Frederik Konow Lund. I 1893 blev Vøringfossen målt med snor, og den virkelige højde afsløret: 163 meter. Ca 1900 begyndte de store cruise-skibe at gå ind til Eidfjord, og derfra blev passagererne fragtet med hest og vogn op gennem dalen. I 1915 snirklede den første bil, en Opel, sig op til Fossli bro. Først seks år senere kunne man køre helt frem til hotellet. Gamle rigsvej 7 regnes som et mesterstykke af ingeniørkunst, men udgjorde efterhånden en flaskehals for trafikken. I 1986 åbnede den nye rigsvej 7 med fire tunneler. 

## Galleri
- Fra «Norge fremstillet i billeder» fra 1848 af Chr. Tønsberg
- 2004

- 2004
- maj 2005